# Делян (област Кюстендил)
 За другото българско село с име Делян вижте Делян (Софийска област).  
Делян е село в Западна България, област Кюстендил, община Дупница.

## География
Село Делян се намира в планински район, на около 20 км от град Дупница и почти на 50 км от София.
Разположено е край главен път Е79 между селата Дрен (област Перник) и Дяково (област Кюстендил). Покрай селото минава железопътната линия София – Кулата, с изградена приветлива гара Делян. Селото е разположено между 2 реки и ги разделя т.с. вододел, затова се нарича Делян.

## История
До 1950 година името на селото е Кърнол.

## Население
Селото е голямо по територия, но през зимата е с много малко жители. Съгласно официални статистически данни от 2010 г. жителите на селото са 75, но има тенденция към обезлюдяване и вероятно постоянно живеещите там не са повече от 50 души. През летния сезон обаче много хора от София, Дупница и Перник идват в селото.
Численост и дял на етническите групи според преброяването на населението през 2011 г.:
|                     | Численост | Дял (в %) |
| Общо                | 107       | 100,00    |
| Българи             | 106       | 99,06     |
| Турци               | 0         | 0,00      |
| Цигани              | 0         | 0,00      |
| Други               | 0         | 0,00      |
| Не се самоопределят | 0         | 0,00      |
| Неотговорили        | 1         | 0,93      |

## Забележителности
- Църква „Света Богородица“ – през 2008 година се чества 100-годишнина от построяването ѝ.
- Параклис – намира се в близост на църквата в местността Извор с лековита вода.
- В близост на селото се намира язовир „Дяково“, който е основен източник на питейна вода за град Дупница и околните и села.
- Местността Кръста е наименувана заради многото пътища, които я разделят, има няколко вековни дъбици, които са идеално място за отдих през горещите дни. Над гората минава път, известен със своите каменни „парички“ (камъни с подобна на монети форма) и други различни форми.

## Събития
- Празникът на селото е Рождество на Пресвета Богородица / Малка Богородица (8 септември). Съборът е на 8 септември, но се празнува винаги в събота (така че може да бъде изместен с няколко дни назад). Прави се курбан за здраве на жителите на селото.

## Легенди
- Според легенда в село Делян е намерил смъртта си Чавдар войвода, затова местността носи името му Чавдара.
- Легенда гласи: "По време на турското иго турците хванали мома от селото, която носела торба с жълтици. За да не я поробят, започнала да се моли да стане на камък заедно с жълтиците. И чудото станало – тя и торбата станали на камъни.
- Друга такава легенда гласи: по време на турското иго по пътя минавал турски султан с каруци злато. На пътя имало овчар със стадо, който го попитал какво кара с каруците. Султанът сърдито му отговорил, че кара камъни, а дядото му рекъл: „Всичко, което караш, на камък да се превърне“. Така и станало – златото на султана мигновено се превърнао в камък, каруците натежали, обърнали се и се расипали на пътя. Когато вали дъжд, те отронват от камъка на най-различни фигурки, повечето подобни на монети.